# Irineópolis
Irineópolis este un oraș în Santa Catarina (SC), Brazilia.